# Diocesi di Belleville
La diocesi di Belleville (in latino Dioecesis Bellevillensis) è una sede della Chiesa cattolica negli Stati Uniti d'America suffraganea dell'arcidiocesi di Chicago. Nel 2023 contava 127.100 battezzati su 960.100 abitanti. La sede è vacante.

## Territorio
La diocesi comprende la parte meridionale dello stato statunitense dell'Illinois e più precisamente le seguenti contee: Alexander, Clay, Clinton, Edwards, Franklin, Gallatin, Hamilton, Hardin, Jackson, Jefferson, Johnson, Lawrence, Marion, Massac, Monroe, Perry, Pope, Pulaski, Randolph, Richland, St. Clair, Saline, Union, Wabash, Washington, Wayne, White e Williamson.
Sede vescovile è la città di Belleville, dove si trova la cattedrale di San Pietro (Saint Peter). Nel territorio diocesano si trova anche il santuario nazionale di Nostra Signora delle Nevi (National Shrine of Our Lady of the Snows).
Il territorio si estende su 30.245 km² ed è suddiviso in 100 parrocchie, raggruppate in 5 vicariati.

## Storia
Le prime missioni cattoliche nella regione meridionale dell'Illinois risalgono alla fine del XVII secolo: missionari francesi del Québec raggiunsero Cahokia nel 1699 aprendovi una missione; nel 1700 i missionari dell'Immacolata Concezione, guidati da Jacques Marquette, fondarono la missione di Kaskaskia. Le missioni erano rivolte soprattutto ai nativi indiani e dipendevano dal vescovo di Québec.
Il conflitto tra francesi e inglesi finì con la sconfitta dei francesi (e dei loro alleati indiani) e la firma del Trattato di Parigi nel 1763 pose fine a 60 anni di colonizzazione francese nell'Illinois e all'opera dei missionari francesi; il loro lavoro, le chiese e le opere costruite andarono abbandonate o perse.
All'inizio dell'XIX secolo nei territori dell'odierna diocesi furono erette alcune cappelle e chiese per la cura degli immigrati cattolici che andavano sempre più popolando queste regioni: San Patrizio a Ruma e San Francesco a St. Francisville nel 1818; e Sant'Agostino di Canterbury a Hecker nel 1824. Queste furono le prime di una lunga serie di chiese, oltre 80, aperte nella regione nel periodo precedente la fondazione della diocesi. Oltre alle chiese la comunità cattolica, costituita soprattutto da immigrati tedeschi, impegnò le proprie risorse per la fondazione e l'apertura di scuole cattoliche.
La diocesi è stata eretta il 7 gennaio 1887 con il breve Maius animarum di papa Leone XIII, ricavandone il territorio dalla diocesi di Alton (oggi diocesi di Springfield in Illinois).
La diocesi è stata coinvolta in uno scandalo riguardante abusi sessuali su minori commessi negli anni settanta del XX secolo dal sacerdote Raymond Kownacki; i responsabili della diocesi, pur essendo a conoscenza dei fatti, non intervennero fino al 1995, quando lo rimossero da ogni incarico pastorale. Nell'agosto 2008 la diocesi è stata condannata in primo grado al pagamento di 5 milioni di dollari ad una vittima di Kownacki, sentenza confermata in appello nel 2011; nell'ottobre del 2009 la diocesi pose fine a un altro processo con il pagamento di 1,2 milioni di dollari a un'altra vittima di Kownacki. Un secondo accordo è stato raggiunto nel 2011, con un'altra vittima di Kownacki, cui sono andati 6,3 milioni di dollari, altri tre nel marzo 2012, con due vittime di Kownacki e una di Jerome Ratermann.

## Cronotassi dei vescovi
Si omettono i periodi di sede vacante non superiori ai 2 anni o non storicamente accertati.
- John Janssen † (28 febbraio 1888 - 2 luglio 1913 deceduto)
- Henry J. Althoff † (4 dicembre 1913 - 3 luglio 1947 deceduto)
- Albert Rudolph Zuroweste † (29 novembre 1947 - 30 agosto 1976 ritirato)
- William Michael Cosgrove † (30 agosto 1976 - 19 maggio 1981 dimesso)
- John Nicholas Wurm † (19 settembre 1981 - 27 aprile 1984 deceduto)
- James Patrick Keleher † (23 ottobre 1984 - 28 giugno 1993 nominato arcivescovo di Kansas City)
- Wilton Daniel Gregory (29 dicembre 1993 - 9 dicembre 2004 nominato arcivescovo di Atlanta)
- Edward Kenneth Braxton (15 marzo 2005 - 3 aprile 2020 ritirato)
- Michael George McGovern (3 aprile 2020 - 31 marzo 2025 nominato arcivescovo di Omaha)

## Statistiche
La diocesi nel 2023 su una popolazione di 960.100 persone contava 127.100 battezzati, corrispondenti al 13,2% del totale.
| anno | popolazione | popolazione | popolazione | presbiteri | presbiteri | presbiteri | presbiteri                | diaconi | religiosi | religiosi | parrocchie |
| anno | battezzati  | totale      | %           | numero     | secolari   | regolari   | battezzati per presbitero | diaconi | uomini    | donne     | parrocchie |
| ---- | ----------- | ----------- | ----------- | ---------- | ---------- | ---------- | ------------------------- | ------- | --------- | --------- | ---------- |
| 1950 | 82.970      | 789.488     | 10,5        | 180        | 144        | 36         | 460                       |         | 53        | 792       | 138        |
| 1959 | 105.093     | ?           | ?           | 209        | 176        | 33         | 502                       |         | 67        | 802       | 138        |
| 1966 | 118.921     | 790.302     | 15,0        | 238        | 193        | 45         | 499                       |         | 72        | 803       | 132        |
| 1970 | 116.092     | 790.302     | 14,7        | 219        | 165        | 54         | 530                       |         | 87        | 662       | 129        |
| 1976 | 116.772     | 807.682     | 14,5        | 210        | 166        | 44         | 556                       | 1       | 64        | 519       | 118        |
| 1980 | 122.147     | 828.000     | 14,8        | 212        | 169        | 43         | 576                       | 2       | 53        | 434       | 129        |
| 1990 | 123.686     | 885.000     | 14,0        | 184        | 146        | 38         | 672                       | 26      | 49        | 345       | 129        |
| 1999 | 109.233     | 853.645     | 12,8        | 183        | 142        | 41         | 596                       | 36      | 10        | 265       | 127        |
| 2000 | 105.266     | 848.732     | 12,4        | 161        | 121        | 40         | 653                       | 33      | 51        | 257       | 125        |
| 2001 | 107.425     | 849.925     | 12,6        | 154        | 120        | 34         | 697                       | 33      | 47        | 250       | 124        |
| 2002 | 104.022     | 845.906     | 12,3        | 152        | 118        | 34         | 684                       | 32      | 46        | 238       | 124        |
| 2003 | 107.041     | 845.906     | 12,7        | 155        | 116        | 39         | 690                       | 29      | 50        | 220       | 124        |
| 2004 | 103.818     | 845.762     | 12,3        | 165        | 119        | 46         | 629                       | 28      | 57        | 227       | 124        |
| 2006 | 111.000     | 857.000     | 13,0        | 152        | 110        | 42         | 730                       | 28      | 54        | 166       | 124        |
| 2012 | 118.900     | 902.000     | 13,2        | 151        | 107        | 44         | 787                       | 26      | 55        | 309       | 117        |
| 2015 | 121.600     | 922.000     | 13,2        | 137        | 98         | 39         | 887                       | 37      | 45        | 124       | 109        |
| 2018 | 124.280     | 942.330     | 13,2        | 133        | 93         | 40         | 934                       | 36      | 43        | 113       | 107        |
| 2020 | 126.000     | 955.540     | 13,2        | 125        | 87         | 38         | 1.008                     | 42      | 42        | 102       | 106        |
| 2022 | 127.000     | 960.000     | 13,2        | 120        | 77         | 43         | 1.058                     | 39      | 46        | 95        | 101        |
| 2023 | 127.100     | 960.100     | 13,2        | 116        | 71         | 45         | 1.095                     | 38      | 47        | 97        | 100        |